# Iota Draconis b
Iota Draconis b, chiamato anche Hypatia, è un pianeta extrasolare che orbita la stella Iota Draconis, nella costellazione del Dragone.

## Scoperta

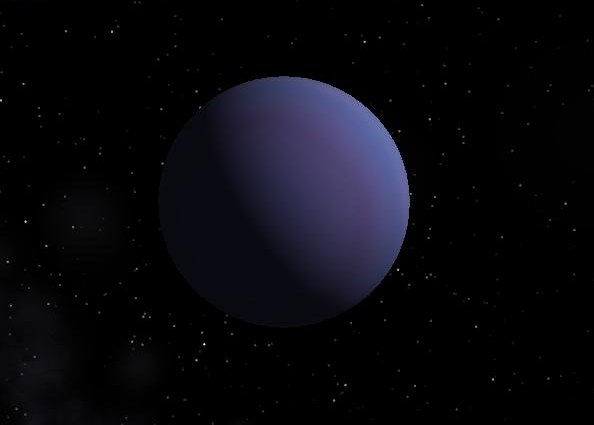
Iota Draconis b visto con il programma Celestia

Il pianeta è stato scoperto nel 2002 da un team guidato da Sabine Frink. Per la sua individuazione è stato usato il metodo della velocità radiale che analizza le minime variazioni dovute alla gravità del pianeta nella velocità radiale della stella.

## Orbita e caratteristiche
Iota Draconis b ha una massa minima almeno 8 volte quella di Giove. Orbita attorno alla propria stella a una distanza di 1,25 UA impiegando poco meno di un anno e mezzo per compiere una rivoluzione completa.

Ha un'eccentricità molto elevata che è stata di aiuto alla sua individuazione dato che le stelle giganti come Iota Draconis hanno pulsazioni che possono nascondere la presenza di un pianeta.